# Anne Waldman
Anne Waldman (* 2. dubna 1945 Millville) je americká básnířka. Studovala na Bennington College ve Vermontu (B.A., 1966). V letech 1968 až 1978 byla uměleckou ředitelkou Poetry Projectu v newyorském Kostele sv. Marka. Již v šedesátých letech se seznámila s básníkem Allenem Ginsbergem, s nímž v roce 1974 založila školu Jacka Kerouaca na Naropa University v Boulderu. Je autorkou více než pěti desítek básnických sbírek. V češtině vyšla jedna její kniha, Žena v řeči bystrá (2001). Vystupovala ve filmu Renaldo and Clara (1978).